# Euophrys lunata
Euophrys lunata es una especie de araña saltarina del género Euophrys, familia Salticidae. Fue descrita científicamente por Bertkau en 1880.
Habita en Brasil.